# Генерал и его семья
«Генерал и его семья» — исторический роман российского писателя Тимура Кибирова. Лауреат литературной премии «Большая книга» (вторая премия, 2020).

## Сюжет
Действие романа разворачивается в 1970-х годах в СССР. Главный герой, командир военного гарнизона городка Шулешма-5 генерал-майор Василий Иванович Бочажок, желает видеть в своих близких «армию»: армейские законы заменяют ему решения сердца.
Генерал спешит в аэропорт встретить отучившуюся в Москве дочь Анну. Однако встреча оказывается нерадостной: дочь приезжает беременной от некоего самиздатовского поэта с инициалами К. К. Появление внука Саши несколько сглаживает семейный конфликт, даже новый роман Анны с рядовым срочной службы Лёвой Блюменбаумом генерал прощает. Но после отъезда к мужу в Москву Анна в своём письме просит согласия отца на эмиграцию в Израиль, что становится крушением мира для Василия Ивановича.

## Критика
Литературный критик Елена Сафронова в своей рецензии отмечает несоответствие содержания книги заявленному автором жанру, а также неполное раскрытие темы борьбы поколений эпохи застоя:
```
<…> у меня не получается назвать «Генерала…» исторической прозой. Книга ворошит не далёкое прошлое, а середину 1980-х годов, не поднимает архивов, кроме дневников замполита Кибирова, не делает открытий. Главное призвание исторического романа — показывать противоборство исторических сил через судьбы причастных эпохальным событиям людей. Наверное, замысел был — показать противостояние правильных советских граждан и «диссидентов». Но казуса в генеральской семье мало для полноценного раскрытия такой темы!.. <…> В лучшем случае, если вернуться к дефиниции, «Генерал и его семья» — это роман об историческом прошлом. А может, публицистические воспоминания?..
```

## Награды
- 2020 — «Большая книга», лауреат (вторая премия)

## Издания
- Кибиров, Тимур. Генерал и его семья: исторический роман / Тимур Кибиров. — М.: Индивидуум, 2020. — 624 с. — 2000 экз. — ISBN 978-5-6043605-4-5.

## В культуре
Постановка
- «Генерал и его семья» (2022) — Театр Вахтангова, режиссёр — Светлана Землякова